# Distichochlamys
Genre
Classification APG III (2009)
Distichochlamys est un genre de plantes de la famille des Zingiberaceae découvert au Viet Nam et décrit par M.F.Newman pour la première fois en 1995. Jusqu'en 2007, Distichochlamys peut être considéré comme un genre de plante spécifique du Viet Nam. On en connaît actuellement trois espèces découvertes entre 1995 et 2003 mais ce nombre devrait augmenter. Distichochlamys est proche du genre Scaphochlamys.

## Liste d'espèces
Selon World Checklist of Selected Plant Families (WCSP) (17 juil. 2010)
- Distichochlamys citrea M.F.Newman (1995)
- Distichochlamys orlowii K.Larsen & M.F.Newman (2001)
- Distichochlamys rubrostriata W.J.Kress & Rehse (2003)

Selon NCBI (17 juil. 2010)
- Distichochlamys citrea
- Distichochlamys sp. Kress 01-6848